# 무릎 꿇은 자세로 주구형 용기를 들고 있는 황소
무릎 꿇은 자세로 주구형 용기를 들고 있는 황소 (영어: Kneeling bull holding a spouted vessel)는 이란 남서부에서 발견된 고대 메소포타미아 지역의 원시 엘람 시대에 제작된 은제 황소상으로, 미국 뉴욕시 메트로폴리탄 미술관의 고대 근동 미술관에 전시되어 있다.

## 상세
기원전 3100년~2900년경에 제작된 황소상으로 크기는 16.3cm (6 3/8인치)로 비교적 작다. 계단 문양이 새겨진 의복을 입고 무릎을 꿇은 상태로 조약돌이 담긴 주구형 그릇을 든 자세이다. 상반신은 황소의 모습 그대로인데 하반신은 인간의 모습을 것이 특징이다. 이처럼 인간의 자세를 취한 동물상은 원시 엘람기의 미술에서 흔히 찾아볼 수 있는 소재다.
제작자는 미상이며 영적인 의미가 담긴 것인지도 불분명하지만, 조약돌로 미뤄보아 어떤 의식의 방울로 쓰인 것으로 보고 있다. 오늘날 이란 남서부의 메소포타미아 지역과 이라크 국경지대에 도시가 건설되어, 문자가 발달하는 등 문화 부흥이 활기를 띄었음을 보여주고 있다.
1966년 뉴욕 메트로폴리탄 미술관이 매입하여 지금까지 소장하고 있다.